# Байкей
Байкей — деревня в Шарканском районе Удмуртской республики.

## География
Находится в центральной части Удмуртии на расстоянии приблизительно 24 км на север-северо-восток по прямой от районного центра села Шаркан.

## История
Известна с 1802 года как починок Баикегурской, основан выходцами из деревни Ягвай. В 1873 году здесь (Байкегурт) учтено 22 двора, в 1905 (уже деревня) — 61 двор, в 1924 (Байке-Гурт) −65. Современное название с 1932 года. До 2021 года входила в состав Зюзинского сельского поселения.

## Население
Постоянное население составляло 22 мужчины (1802), 190 человек (1873), 409 (1893, все удмурты), 508 (1905), 403 (1924), 184 человека в 2002 году (удмурты 100 %), 110 в 2012.